# Robert Zemeckis
Robert Lee Zemeckis [ziːˈmekɪs]IPA (* 14. května 1952 Chicago, Illinois) je americký filmový režisér, producent a scenárista.

## Životopis
Odpromoval na Univerzitě Jižní Kalifornie na škole kinematografie. Poháněn vpřed po vítězství svého filmu A Field of Honor v soutěži studentské filmové akademie pokračoval v psaní a režírování mnoha filmů, které se dočkaly mnohých ocenění.
Po svých prvních filmech, které se ukázaly být kasovně neúspěšné, režíroval Honbu za diamantem s Michaelem Douglasem. Film měl velký úspěch a on pokračoval režií trilogií filmů Návrat do budoucnosti. Tyto filmy mu dopomohly k postavení vůdčího režiséra Hollywoodu.
Je znám svým novátorským použitím triků, zvláště ve filmu Who Framed Roger Rabbit, který hladce kombinuje živou akci s tradiční animací, a ve filmu Forrest Gump, ve kterém umístil Toma Hankse ve scénách se známými historickými osobnostmi, jako je John F. Kennedy. Ve snímku Polární expres z roku 2004, založeném na dětské knize Chrise Van Allsburga, využil techniku počítačové animace známé jako performance capture, kterou jsou pohyby herců zachycené digitálně a použity jako základ pro animované postavy.
Často pracuje se skladatelem Alanem Silvestrim a spisovatelem Bobem Galem.
Byl ženatý s herečkou Mary Ellen Trainorovou, se kterou má syna Alexandera Zemeckise. Nyní je ženatý s herečkou Leslie Harter Zemeckisovou.

## Vybraná filmografie
- The Lift (1972) – studentský film
- Pole cti (1973) – studentský film
- I Wanna Hold Your Hand (1978)
- Ojetá auta (1980)
- Honba za diamantem (1984)
- Návrat do budoucnosti (1985)
- Falešná hra s králíkem Rogerem (1988)
- Návrat do budoucnosti II (1989)
- Návrat do budoucnosti III (1990)
- Smrt jí sluší (1992)
- Amazing Stories: Book Two (1992) – spolu s Bradem Birdem
- Odvážné příběhy (1992) – TV film, spolu s Richardem Donnerem a Tomem Hollandem
- Forrest Gump (1994)
- Kontakt (1997)
- Pod povrchem (2000)
- Trosečník (2000)
- Polární expres (2004)
- Beowulf (2007)
- Vánoční koleda (2009)
- Let (2012)
- Muž na laně (2015)
- Spojenci (2016)